# Südliches Palawan-Hörnchen
Das Südliche Palawan-Hörnchen (Sundasciurus steerii) ist eine Hörnchenart aus der Gattung der Sunda-Baumhörnchen (Sundasciurus). Es lebt im Süden der zu den Philippinen gehörenden Insel Palawan.

## Merkmale
Das Südliche Palawan-Hörnchen erreicht eine Kopf-Rumpf-Länge von etwa 19,8 bis 20,6 Zentimetern bei einem Gewicht von 160 bis 260 Gramm. Der Schwanz ist 15,5 bis 16,2 Zentimeter lang und damit etwas kürzer als der restliche Körper. Die Rückenfarbe der Tiere ist generell rötlich kastanienbraun bis hellbraun und im Vergleich zum Nördlichen Palawan-Hörnchen (Sundasciurus juvencus) mehr rötlich. Die Bauchseite ist kastanien- bis trübbraun.

## Verbreitung
Das Südliche Palawan-Hörnchen lebt endemisch im Süden der zu den Philippinen gehörenden Insel Palawan sowie auf den benachbarten Inseln Balabac, Bancalan und Matangule.

## Lebensweise
Über die Lebensweise des Südlichen Palawan-Hörnchens liegen keine Daten vor. Es lebt ursprünglich im Primärwald, kann jedoch auch im Sekundärwald leben. Darüber hinaus kommt es in Bananen- und Kokosplantagen sowie landwirtschaftlichen Flächen vor und wird teilweise als Schädling betrachtet.

## Systematik
Das Südliche Palawan-Hörnchen wird als eigenständige Art innerhalb der Gattung der Sunda-Baumhörnchen (Sundasciurus) eingeordnet, die – je nach Autor – aus 15 bis 17 Arten besteht. Die wissenschaftliche Erstbeschreibung stammt von Albert Günther aus dem Jahr 1877, der die Art anhand von Individuen von der Insel Balabac beschrieb.
Innerhalb der Art werden neben der Nominatform keine weiteren Unterarten unterschieden.

## Status, Bedrohung und Schutz
Das Südliche Palawan-Hörnchen wird von der International Union for Conservation of Nature and Natural Resources (IUCN) als nicht gefährdet (Least concern) eingeordnet. Begründet wird diese Einstufung mit dem verhältnismäßig häufigen Vorkommen auf der Insel und seiner Anpassungsfähigkeit an Lebensraumveränderungen. Potenzielle bestandsgefährdende Gefahren bestehen nicht.

## Belege
1. 1 2 3 4  Richard W. Thorington Jr., John L. Koprowski, Michael A. Steele: Squirrels of the World. Johns Hopkins University Press, Baltimore MD 2012; S. 192–193. ISBN 978-1-4214-0469-1
2. 1 2 3 4 5  Sundasciurus steerii in der Roten Liste gefährdeter Arten der IUCN 2014.3. Eingestellt von: P. Ong, B. Tabaranza, G. Rosell-Ambal, D. Balete, 2008. Abgerufen am 2. Januar 2015.
3. 1 2  Sundasciurus steerii In: Don E. Wilson, DeeAnn M. Reeder (Hrsg.): Mammal Species of the World. A taxonomic and geographic Reference. 2 Bände. 3. Auflage. Johns Hopkins University Press, Baltimore MD 2005, ISBN 0-8018-8221-4.